# Хуусконен, Калеви
Кауко Калеви Хуусконен (фин. Kauko Kalevi Huuskonen; 21 апреля 1932, Весанто – 7 января 1999) — финский биатлонист, чемпион мира 1961 года в индивидуальной гонке и команде. Кауко Калеви Хуусконен является первым финским чемпионом мира по биатлону. Также серебряный призёр чемпионата мира 1962 года в команде.